# LogMeIn
LogMeIn (NASDAQ: LOGM) é uma suite de Software que fornece acesso remoto a computadores através da Internet. Foi fundada em Budapeste em 2003 com o nome de 3am Labs e alterou seu nome em 2006.
Em 9 de outubro de 2015, o LogMeIn adquiriu o LastPass por 110 milhões de dólares.